# Lega Pro 2016-17
La Lega Pro 2016-17 es la 3ª edición del Campeonato de fútbol italiano de Lega Pro, que por razones de patrocinio, toma el nombre de Lega Pro per UNICEF. En esta temporada los equipos participantes vuelven a ser 60, divididos en tres grupos de 20 equipos cada uno, ya que en la edición anterior se redujeron a 54 debido al número insuficiente de sociedades.
No se registraron en el campeonato el  Virtus Lanciano (descendido de  Serie B), el Rimini, el Pavía, el Martina Franca y el Sporting Bellinzago (ascendido de la Serie D). Además, de estos 5 equipos, se sumaban 6 que no se habían inscrito en la temporada 2015-16, por tanto, era necesario una repesca de 11 equipos entre Serie D y los que debían descender de la temporada 2015-16 de la Lega Pro. De esta manera los 4 equipos que conservaron la categoría fueron: Melfi, AlbinoLeffe, Lupa Roma e Racing Roma (ex Lupa Castelli Romani), y de la Serie D llegaron el Fano, Fondi, Forlì, Olbia, Taranto, Reggina y Vibonese.
En esta temporada se adopta una innovación reguladora histórica, la introducción del apellido y número fijo en la parte posterior de la camiseta para los jugadores  como ya sucedió en 1995 en la Serie A y Serie B.

## Grupo A

### Equipos Participante
| Club                        | Ciudad           | Estadio                                         | Temporada 2015-16                         |
| --------------------------- | ---------------- | ----------------------------------------------- | ----------------------------------------- |
| U.S. Alessandria 1912       | Alessandria      | Estadio Giuseppe Moccagatta                     | 4° en Lega Pro/A                          |
| U.S. Arezzo                 | Arezzo           | Estadio Euronics-Città di Arezzo                | 9° en Lega Pro/B                          |
| Carrarese 1908              | Carrara (MS)     | Estadio dei Marmi                               | 5° en Lega Pro/B                          |
| F.C. Como                   | Como             | Estadio Giuseppe Sinigaglia                     | 22° en Serie B                            |
| U.S. Cremonese              | Cremona          | Estadio Giovanni Zini                           | 6° en Lega Pro/A                          |
| A.S. Giana Erminio          | Gorgonzola (MI)  | Estadio comunale Città di Gorgonzola            | 12° en Lega Pro/A                         |
| A.S. Livorno                | Livorno          | Estadio Armando Picchi                          | 20° en Serie B                            |
| A.S. Lucchese Libertas 1905 | Lucca            | Estadio Porta Elisa                             | 13° en Lega Pro/B                         |
| Lupa Roma F.C.              | Tivoli (RM)      | Estadio Olindo Galli                            | 17° en Lega Pro/B (Play-Off permanencia). |
| Olbia 1905                  | Olbia (SS)       | Estadio Bruno Nespoli                           | 5° Grupo G (promoción) en Serie D         |
| Piacenza 1919               | Piacenza         | Estadio Leonardo Garilli                        | 1° Grupo B en Serie D.                    |
| U.S. Pistoiese 1921         | Pistoia          | Estadio Marcello Melani-Vannucci Piante Stadium | 12° en Lega Pro/B                         |
| U.S.C. Pontedera            | Pontedera (PI)   | Estadio Ettore Mannucci                         | 7° en Lega Pro/B                          |
| A.C. Prato                  | Prato            | Estadio Lungobisenzio                           | 14° en Lega Pro/B                         |
| A.S. Pro Piacenza 1919      | Piacenza         | Estadio Leonardo Garilli                        | 14° en Lega Pro/A                         |
| S.S. Racing Club Roma       | Roma             | Estadio Casal del Marmo (Roma)                  | 18° en Lega Pro/C (Play-Off permanencia)  |
| A.C. Renate                 | Renate (MB)      | Estadio Città di Meda (Meda)                    | 11° en Lega Pro/A                         |
| S.S. Robur Siena            | Siena            | Estadio Artemio Franchi                         | 6° en Lega Pro/B                          |
| A.C. Tuttocuoio 1957        | San Miniato (PI) | Estadio Ettore Mannucci (Pontedera)             | 10° en Lega Pro/B                         |
| A.S. Viterbese Castrense    | Viterbo          | Estadio Enrico Rocchi                           | 1° Grupo G en Serie D                     |

### Clasificación
|  |     | Equipos              | PJ | PG | PE | PP | GF | GC | Dif | Pts |
|  | --- | -------------------- | -- | -- | -- | -- | -- | -- | --- | --- |
|  | 1.  | Cremonese (A) (C)    | 38 | 24 | 6  | 8  | 68 | 40 | +28 | 78  |
|  | 2.  | Alessandria          | 38 | 23 | 9  | 6  | 64 | 33 | +31 | 78  |
|  | 3.  | Livorno              | 38 | 19 | 12 | 7  | 51 | 30 | +21 | 69  |
|  | 4.  | Arezzo               | 38 | 18 | 11 | 9  | 50 | 38 | +12 | 65  |
|  | 5.  | Giana Erminio        | 38 | 17 | 12 | 9  | 56 | 43 | +13 | 63  |
|  | 6.  | Piacenza             | 38 | 17 | 10 | 11 | 56 | 41 | +15 | 61  |
|  | 7.  | Como                 | 38 | 15 | 14 | 9  | 55 | 49 | +6  | 59  |
|  | 8.  | Viterbese Castrense  | 38 | 14 | 12 | 12 | 43 | 42 | +1  | 54  |
|  | 9.  | Lucchese             | 38 | 13 | 14 | 11 | 47 | 39 | +8  | 51  |
|  | 10. | Renate               | 38 | 12 | 15 | 11 | 36 | 36 | 0   | 51  |
|  | 11. | Pro Piacenza         | 38 | 15 | 6  | 17 | 40 | 42 | −2  | 51  |
|  | 12. | Robur Siena          | 38 | 13 | 6  | 19 | 45 | 49 | −4  | 45  |
|  | 13. | Pistoiese            | 38 | 10 | 14 | 14 | 42 | 43 | −1  | 43  |
|  | 14. | Pontedera            | 38 | 9  | 16 | 13 | 38 | 50 | −12 | 43  |
|  | 15. | Olbia                | 38 | 12 | 6  | 20 | 43 | 59 | −16 | 42  |
|  | 16. | Carrarese            | 38 | 10 | 9  | 19 | 44 | 54 | −10 | 39  |
|  | 17. | Prato                | 38 | 11 | 6  | 21 | 35 | 59 | −24 | 39  |
|  | 18. | Tuttocuoio (D)       | 38 | 9  | 11 | 18 | 37 | 53 | −16 | 38  |
|  | 19. | Lupa Roma (D)        | 38 | 7  | 12 | 19 | 28 | 48 | −20 | 33  |
|  | 20. | Racing Club Roma (D) | 38 | 7  | 9  | 22 | 38 | 68 | −30 | 30  |

Fuente: Lega Italiana Calcio Professionistico
|  | Asciende a Serie B 2017-18.                             |
|  | Clasificado para play-off de ascenso.                   |
|  | Participarán en play-off por la permanencia en Serie C. |
|  | Desciende a Serie D 2017-18.                            |

Notas.
- [4][2] Lucchese: -2 puntos de penalización
- [3] Pistoiese: -1 punto de penalización

### Resultados
En la diagonal superior se encuentran los resultados como local de cada equipo. Y en la diagonal inferior se encuentra los resultados como visitante de cada equipo.
| Local \ Visitante   | ALE | ARE | CAR | COM | CRE | GIA | LIV | LUC | LUP | OLB | PIA | PST | PON | PRA | PPC | RAC | REN | SIE | TUT | VIT |
| Alessandria         |     | 1-0 | 2-1 | 2-0 | 1-1 | 2-4 | 3-1 | 2-1 | 3-0 | 2-1 | 1-0 | 2-1 | 2-1 | 2-2 | 3-1 | 2-1 | 1-0 | 5-2 | 3-0 | 4-0 |
| Arezzo              | 1-0 |     | 2-1 | 2-2 | 0-1 | 3-3 | 1-0 | 0-0 | 3-1 | 0-1 | 1-0 | 1-0 | 1-1 | 1-2 | 1-0 | 1-0 | 3-1 | 2-1 | 2-1 | 0-0 |
| Carrarese           | 0-1 | 1-3 |     | 3-1 | 0-1 | 0-4 | 0-2 | 1-1 | 0-0 | 4-1 | 1-0 | 2-1 | 2-0 | 4-0 | 0-3 | 6-0 | 0-0 | 2-0 | 1-1 | 1-1 |
| Como                | 2-1 | 2-3 | 2-2 |     | 2-2 | 1-1 | 0-1 | 1-0 | 2-1 | 2-2 | 1-2 | 1-0 | 3-1 | 0-0 | 3-2 | 2-1 | 0-0 | 1-1 | 2-0 | 1-1 |
| Cremonese           | 1-0 | 3-2 | 3-3 | 3-1 |     | 2-0 | 2-3 | 1-0 | 1-0 | 2-1 | 1-2 | 2-1 | 1-1 | 5-1 | 1-1 | 3-2 | 3-2 | 1-0 | 3-1 | 3-1 |
| Giana Erminio       | 1-1 | 0-0 | 2-1 | 1-3 | 2-1 |     | 2-2 | 1-0 | 2-1 | 1-0 | 3-2 | 0-0 | 0-1 | 0-0 | 1-2 | 3-0 | 3-1 | 2-3 | 0-1 | 1-1 |
| Livorno             | 2-1 | 1-1 | 1-0 | 1-2 | 1-0 | 0-1 |     | 1-1 | 1-1 | 3-1 | 2-2 | 3-0 | 1-1 | 5-1 | 3-1 | 1-0 | 1-0 | 0-2 | 1-1 | 1-0 |
| Lucchese            | 0-1 | 2-2 | 2-0 | 1-1 | 1-0 | 1-2 | 0-0 |     | 4-0 | 1-1 | 1-1 | 2-0 | 0-1 | 3-0 | 1-0 | 2-1 | 1-1 | 3-2 | 3-1 | 2-1 |
| Lupa Roma           | 1-1 | 0-1 | 2-1 | 0-1 | 2-1 | 0-0 | 1-2 | 3-1 |     | 1-0 | 1-1 | 2-2 | 1-3 | 0-1 | 1-2 | 0-2 | 0-0 | 2-0 | 1-2 | 0-1 |
| Olbia               | 1-4 | 2-0 | 1-1 | 1-1 | 1-3 | 3-2 | 1-0 | 2-2 | 0-1 |     | 1-3 | 1-3 | 3-2 | 1-2 | 1-0 | 3-0 | 1-2 | 1-0 | 1-0 | 1-2 |
| Piacenza            | 1-2 | 1-2 | 1-0 | 3-1 | 3-0 | 0-1 | 0-0 | 1-2 | 3-2 | 2-1 |     | 1-0 | 1-0 | 3-2 | 4-0 | 1-4 | 0-0 | 3-0 | 0-0 | 0-0 |
| Pistoiese           | 0-0 | 1-1 | 3-0 | 1-1 | 3-1 | 0-2 | 0-2 | 1-1 | 1-1 | 0-1 | 1-2 |     | 1-1 | 2-0 | 1-2 | 3-1 | 0-0 | 1-0 | 3-1 | 2-0 |
| Pontedera           | 0-0 | 3-2 | 2-2 | 2-2 | 0-4 | 2-0 | 0-0 | 2-4 | 0-0 | 0-0 | 1-1 | 2-2 |     | 1-0 | 1-0 | 3-2 | 1-1 | 1-1 | 1-2 | 1-2 |
| Prato               | 0-1 | 1-2 | 3-0 | 0-1 | 0-1 | 1-0 | 1-3 | 3-2 | 1-2 | 2-1 | 1-0 | 2-2 | 0-1 |     | 1-0 | 0-0 | 1-0 | 1-2 | 2-2 | 2-0 |
| Pro Piacenza        | 0-1 | 3-1 | 0-1 | 1-2 | 2-3 | 1-1 | 0-2 | 0-0 | 0-0 | 2-0 | 0-1 | 1-1 | 1-0 | 2-0 |     | 3-0 | 1-0 | 2-1 | 2-1 | 2-1 |
| Racing Roma         | 1-1 | 1-1 | 0-1 | 3-2 | 0-3 | 1-1 | 1-2 | 0-0 | 2-0 | 2-1 | 3-3 | 2-2 | 0-0 | 1-0 | 0-1 |     | 2-3 | 0-4 | 1-2 | 0-0 |
| Renate              | 1-1 | 1-0 | 1-0 | 0-2 | 0-2 | 2-2 | 0-0 | 0-0 | 2-0 | 2-1 | 1-1 | 0-1 | 3-0 | 2-0 | 1-0 | 2-0 |     | 1-1 | 1-0 | 2-2 |
| Robur Siena         | 2-0 | 0-1 | 2-0 | 0-1 | 0-2 | 1-2 | 1-0 | 1-2 | 0-0 | 0-1 | 2-3 | 1-1 | 2-1 | 2-1 | 3-0 | 1-2 | 0-1 |     | 2-0 | 3-2 |
| Tuttocuoio          | 1-4 | 0-3 | 3-1 | 1-1 | 0-1 | 0-1 | 0-1 | 2-0 | 0-0 | 5-0 | 1-4 | 0-1 | 0-0 | 3-1 | 0-0 | 2-1 | 2-2 | 1-1 |     | 0-0 |
| Viterbese Castrense | 1-1 | 0-0 | 2-1 | 3-2 | 0-0 | 3-4 | 1-1 | 2-0 | 1-0 | 0-3 | 1-0 | 1-0 | 3-0 | 2-0 | 0-2 | 3-1 | 3-0 | 0-1 | 2-0 |     |

### Goleadores
| Jugador               | Equipo           | Goles |
| --------------------- | ---------------- | ----- |
| Riccardo Bocalon      | Alessandria      | 20    |
| Pablo Andres Gonzalez | Alessandria      | 20    |
| Salvatore Bruno       | Giana Erminio    | 17    |
| Claudio De Sousa      | Racing Club Roma | 17    |
| Davide Moscardelli    | Arezzo           | 16    |

### Play-Offs
- Los horarios corresponden al huso horario de Italia (Hora central europea): UTC+1 en horario estándar y UTC+2 en horario de verano

#### Play-Off de Ascenso (Primera Fase)
| Local                              | Resultado | Visitante                   | Estadio         | Fecha      | Hora  |
| ---------------------------------- | --------- | --------------------------- | --------------- | ---------- | ----- |
| U.S. Arezzo                        | 1 : 2     | A.S. Lucchese Libertas 1905 | Città di Arezzo | 13/05/2017 | 20:30 |
| Avanza A.S. Lucchese Libertas 1905 |           |                             |                 |            |       |

| Local               | Resultado | Visitante   | Estadio        | Fecha      | Hora  |
| ------------------- | --------- | ----------- | -------------- | ---------- | ----- |
| A.S. Livorno        | 2 : 1     | A.C. Renate | Armando Picchi | 14/05/2017 | 16:30 |
| Avanza A.S. Livorno |           |             |                |            |       |

| Local                                                             | Resultado | Visitante                | Estadio                      | Fecha      | Hora  |
| ----------------------------------------------------------------- | --------- | ------------------------ | ---------------------------- | ---------- | ----- |
| A.S. Giana Erminio                                                | 2 : 2     | A.S. Viterbese Castrense | Comunale Città di Gorgonzola | 14/05/2017 | 16:30 |
| Avanza A.S. Giana Erminio Mejor posición en el campeonato regular |           |                          |                              |            |       |

| Local                | Resultado | Visitante | Estadio          | Fecha      | Hora  |
| -------------------- | --------- | --------- | ---------------- | ---------- | ----- |
| Piacenza 1919        | 2 : 1     | F.C. Como | Leonardo Garilli | 14/05/2017 | 18:00 |
| Avanza Piacenza 1919 |           |           |                  |            |       |

#### Play-Off de Permanencia
| Lupa Roma - Carrarese                             | Lupa Roma - Carrarese | Lupa Roma - Carrarese | Lupa Roma - Carrarese | Lupa Roma - Carrarese | Lupa Roma - Carrarese |
| Local                                             | Resultado             | Visitante             | Estadio               | Fecha                 | Hora                  |
| ------------------------------------------------- | --------------------- | --------------------- | --------------------- | --------------------- | --------------------- |
| Lupa Roma F.C.                                    | 0 : 1                 | Carrarese 1908        | Olindo Galli          | 21/05/2017            | 17:00                 |
| Carrarese 1908                                    | 1 : 0                 | Lupa Roma F.C.        | Marmi                 | 28/05/2017            | 17:00                 |
| Permanece en Lega Pro Carrarese 1908 (Global 2:0) |                       |                       |                       |                       |                       |

| Tuttocuoio - Prato                                                                    | Tuttocuoio - Prato | Tuttocuoio - Prato   | Tuttocuoio - Prato | Tuttocuoio - Prato | Tuttocuoio - Prato |
| Local                                                                                 | Resultado          | Visitante            | Estadio            | Fecha              | Hora               |
| ------------------------------------------------------------------------------------- | ------------------ | -------------------- | ------------------ | ------------------ | ------------------ |
| A.C. Tuttocuoio 1957                                                                  | 2 : 2              | A.C. Prato           | Ettore Mannucci    | 21/05/2017         | 17:00              |
| A.C. Prato                                                                            | 0 : 0              | A.C. Tuttocuoio 1957 | Lungobisenzio      | 28/05/2017         | 17:00              |
| Permanece en Lega Pro A.C. Prato (Global 2:2) Mejor posición en el campeonato regular |                    |                      |                    |                    |                    |

## Grupo B

### Equipos participantes
| Club                    | Ciudad                        | Estadio                                     | Temporada 2015-16                         |
| ----------------------- | ----------------------------- | ------------------------------------------- | ----------------------------------------- |
| U.C. AlbinoLeffe        | Albino y Leffe (BG)           | Estadio Atleti Azzurri d'Italia (Bergamo)   | 17° en Lega Pro/A (Play-Off permanencia). |
| U.S. Ancona             | Ancona                        | Estadio Del Conero                          | 4° en Lega Pro/B                          |
| Bassano Virtus 55 S.T.  | Bassano del Grappa (VI)       | Estadio Rino Mercante                       | 3° en Lega Pro/A                          |
| Alma Juventus Fano 1906 | Fano (PU)                     | Stadio Raffaele Mancini                     | 2° Grupo F (promoción) en Serie D.        |
| Feralpisalò             | Salò y Lonato del Garda (BS)  | Estadio Lino Turina                         | 8° en Lega Pro/A                          |
| F.C. Forlì              | Forlì                         | Estadio Tullo Morgagni                      | 3° Grupo D (promoción) en Serie D.        |
| A.S. Gubbio 1910        | Gubbio (PG)                   | Estadio Pietro Barbetti                     | 1° Grupo E en Serie D.                    |
| A.C. Lumezzane          | Lumezzane (BS)                | Estadio Tullio Saleri                       | 13° en Lega Pro/A                         |
| S.S. Maceratese         | Macerata                      | Estadio Helvia Recina                       | 3° en Lega Pro/B                          |
| Mantova F.C.            | Mantova                       | Estadio Danilo Martelli                     | 15° en Lega Pro/A                         |
| Modena F.C.             | Modena                        | Estadio Alberto Braglia                     | 21° en Serie B                            |
| Padova                  | Padova                        | Estadio Euganeo                             | 5° en Lega Pro/A                          |
| Parma 1913              | Parma                         | Estadio Ennio Tardini                       | 1° Grupo D en Serie D                     |
| Pordenone               | Pordenone                     | Estadio Ottavio Bottecchia                  | 2° en Lega Pro/A                          |
| A.C. Reggiana 1919      | Reggio Emilia                 | Estadio MAPEI Stadium - Città del Tricolore | 7° en Lega Pro/A                          |
| S.S. Sambenedettese     | San Benedetto del Tronto (AP) | Estadio Rivera delle Palme                  | 1° Grupo F en Serie D.                    |
| Santarcangelo           | Santarcangelo di Romagna (RN) | Estadio Valentino Mazzola                   | 11° en Lega Pro/B                         |
| F.C. Südtirol           | Bolzano                       | Estadio Druso                               | 10° en Lega Pro/A                         |
| S.S. Teramo             | Teramo                        | Estadio Gaetano Bonolis                     | 8° en Lega Pro/B                          |
| Venezia F.C.            | Venezia                       | Estadio Pier Luigi Penzo                    | 1° Grupo C en Serie D                     |

### Clasificación
|  |     | Equipos              | PJ | PG | PE | PP | GF | GC | Dif | Pts |
|  | --- | -------------------- | -- | -- | -- | -- | -- | -- | --- | --- |
|  | 1.  | Venezia F.C. (A) (C) | 38 | 23 | 11 | 4  | 56 | 29 | +27 | 80  |
|  | 2.  | Parma (A)            | 38 | 20 | 10 | 8  | 55 | 36 | +19 | 70  |
|  | 3.  | Pordenone            | 38 | 19 | 9  | 10 | 68 | 42 | +26 | 66  |
|  | 4.  | Padova               | 38 | 19 | 9  | 10 | 50 | 31 | +19 | 66  |
|  | 5.  | Reggiana             | 38 | 16 | 11 | 11 | 43 | 36 | +7  | 59  |
|  | 6.  | Gubbio               | 38 | 17 | 7  | 14 | 44 | 49 | −5  | 58  |
|  | 7.  | Sambenedettese       | 38 | 15 | 11 | 12 | 53 | 47 | +6  | 55  |
|  | 8.  | Feralpisalò          | 38 | 15 | 8  | 15 | 47 | 45 | +2  | 53  |
|  | 9.  | AlbinoLeffe          | 38 | 12 | 16 | 10 | 38 | 34 | +4  | 52  |
|  | 10. | Bassano Virtus       | 38 | 13 | 12 | 13 | 48 | 52 | −4  | 51  |
|  | 11. | Santarcangelo        | 38 | 13 | 13 | 12 | 44 | 39 | +5  | 51  |
|  | 12. | Südtirol             | 38 | 12 | 11 | 15 | 33 | 40 | −7  | 47  |
|  | 13. | Maceratese           | 38 | 12 | 14 | 12 | 36 | 40 | –4  | 46  |
|  | 14. | Modena               | 38 | 11 | 11 | 16 | 31 | 35 | −4  | 44  |
|  | 15. | Mantova              | 38 | 10 | 11 | 17 | 37 | 50 | −13 | 41  |
|  | 16. | Teramo               | 38 | 9  | 13 | 16 | 39 | 43 | −4  | 40  |
|  | 17. | Fano                 | 38 | 9  | 12 | 17 | 28 | 42 | −14 | 39  |
|  | 18. | Forlì (D)            | 38 | 8  | 13 | 17 | 32 | 55 | −23 | 37  |
|  | 19. | Lumezzane (D)        | 38 | 7  | 13 | 18 | 26 | 44 | −18 | 34  |
|  | 20. | Ancona (D)           | 38 | 7  | 11 | 20 | 28 | 47 | −19 | 31  |

Fuente: Lega Italiana Calcio Professionistico
|  | Asciende a Serie B 2017-18.                             |
|  | Clasificado para play-off de ascenso.                   |
|  | Participarán en play-off por la permanencia en Serie C. |
|  | Desciende a Serie D 2017-18.                            |

Notas.
- [9] Ancona -1 punto de penalización.
- [7][8] Maceratese: -4 punto de penalización.
- [5] Sambenedettese -1 punto de penalización.
- [6] Sartancangelo: -1 punto de penalización.

### Resultados
En la diagonal superior se encuentran los resultados como local de cada equipo. Y en la diagonal inferior se encuentra los resultados como visitante de cada equipo.
| Local \ Visitante | ALB | ANC | BAS | FAN | FER | FOR | GUB | LUM | MAC | MAN | MOD | PAD | PAR | POR | REG | SMB | SAN | SUD | TER | VEN |
| AlbinoLeffe       |     | 2-0 | 2-2 | 1-1 | 2-2 | 1-1 | 1-2 | 2-0 | 3-2 | 1-0 | 0-1 | 0-3 | 0-1 | 1-1 | 1-1 | 0-0 | 3-1 | 2-0 | 1-0 | 0-1 |
| Ancona            | 1-0 |     | 1-2 | 0-2 | 1-1 | 0-1 | 0-2 | 0-1 | 0-1 | 1-1 | 1-0 | 2-2 | 2-1 | 0-2 | 1-0 | 1-2 | 0-0 | 0-1 | 0-1 | 0-1 |
| Bassano Virtus    | 0-0 | 1-0 |     | 1-1 | 1-2 | 2-2 | 3-0 | 2-0 | 0-2 | 1-2 | 0-2 | 2-1 | 1-0 | 2-0 | 2-1 | 4-3 | 4-0 | 1-1 | 2-1 | 1-2 |
| Fano              | 0-2 | 1-1 | 2-1 |     | 3-1 | 1-0 | 0-2 | 0-2 | 0-0 | 1-1 | 0-0 | 3-1 | 0-1 | 2-3 | 0-2 | 1-2 | 0-2 | 0-0 | 2-0 | 0-1 |
| Feralpisalò       | 1-0 | 0-0 | 3-0 | 0-0 |     | 5-0 | 0-1 | 2-2 | 2-0 | 0-1 | 1-0 | 2-1 | 0-1 | 0-2 | 4-4 | 1-1 | 2-0 | 1-0 | 0-1 | 0-1 |
| Forlì             | 2-2 | 0-1 | 0-2 | 0-0 | 0-2 |     | 1-0 | 1-3 | 2-3 | 4-1 | 2-2 | 1-0 | 3-5 | 0-2 | 2-0 | 0-1 | 1-1 | 1-3 | 0-2 | 1-0 |
| Gubbio            | 0-0 | 3-2 | 4-0 | 1-0 | 3-1 | 1-0 |     | 1-0 | 0-1 | 3-2 | 3-2 | 0-1 | 1-4 | 1-0 | 2-3 | 1-3 | 1-0 | 1-0 | 1-5 | 0-0 |
| Lumezzane         | 1-1 | 2-1 | 2-1 | 1-2 | 0-1 | 0-0 | 0-1 |     | 1-1 | 2-0 | 0-0 | 0-0 | 0-2 | 0-1 | 0-0 | 0-1 | 0-0 | 0-1 | 2-0 | 1-2 |
| Maceratese        | 0-0 | 0-0 | 1-1 | 1-1 | 2-0 | 1-1 | 0-0 | 1-0 |     | 1-0 | 1-0 | 0-1 | 0-0 | 2-4 | 2-1 | 1-2 | 1-1 | 1-2 | 0-0 | 2-0 |
| Mantova           | 1-2 | 3-2 | 1-4 | 0-1 | 1-2 | 1-1 | 0-3 | 1-1 | 3-1 |     | 1-0 | 0-1 | 1-1 | 0-2 | 2-3 | 1-1 | 3-1 | 3-1 | 0-0 | 0-0 |
| Modena            | 0-1 | 2-1 | 0-0 | 0-0 | 4-1 | 0-0 | 2-0 | 1-1 | 0-0 | 2-0 |     | 0-1 | 0-0 | 0-3 | 1-2 | 2-1 | 1-0 | 1-0 | 2-1 | 1-2 |
| Padova            | 1-1 | 2-2 | 1-0 | 3-0 | 2-1 | 2-0 | 1-1 | 2-0 | 1-1 | 0-0 | 1-0 |     | 1-2 | 3-4 | 2-0 | 1-0 | 2-0 | 2-0 | 1-0 | 0-1 |
| Parma             | 1-0 | 0-2 | 1-1 | 0-1 | 1-2 | 1-1 | 3-1 | 1-0 | 2-0 | 1-0 | 3-1 | 1-4 |     | 3-2 | 1-0 | 4-2 | 1-0 | 0-1 | 1-1 | 1-2 |
| Pordenone         | 0-0 | 0-0 | 6-0 | 2-1 | 1-2 | 5-0 | 1-1 | 7-2 | 2-1 | 0-0 | 1-1 | 1-0 | 2-4 |     | 2-0 | 1-1 | 3-3 | 1-0 | 3-1 | 1-0 |
| Reggiana          | 2-0 | 4-0 | 1-1 | 3-1 | 1-0 | 0-1 | 1-1 | 2-0 | 1-0 | 0-0 | 1-0 | 1-1 | 0-2 | 0-0 |     | 2-0 | 0-0 | 1-0 | 1-0 | 0-3 |
| Sambenedettese    | 1-1 | 0-1 | 1-0 | 1-0 | 1-0 | 1-2 | 2-0 | 1-1 | 0-1 | 1-3 | 1-1 | 2-0 | 2-2 | 2-1 | 2-0 |     | 2-3 | 2-2 | 2-0 | 1-3 |
| Santarcangelo     | 2-0 | 0-0 | 3-0 | 1-0 | 3-1 | 2-0 | 1-0 | 2-0 | 5-1 | 1-2 | 2-0 | 1-2 | 0-0 | 3-1 | 0-2 | 0-0 |     | 2-1 | 1-1 | 1-1 |
| Südtirol          | 0-1 | 1-1 | 1-1 | 2-0 | 1-2 | 1-1 | 2-2 | 0-0 | 1-0 | 1-0 | 1-0 | 1-0 | 0-1 | 3-1 | 1-1 | 2-5 | 1-0 |     | 1-1 | 0-2 |
| Teramo            | 1-3 | 3-2 | 1-1 | 2-0 | 2-2 | 0-0 | 6-0 | 1-1 | 0-1 | 0-1 | 1-2 | -   | 0-0 | 2-0 | 0-1 | 2-1 | 1-1 | 0-0 |     | 1-4 |
| Venezia           | 1-1 | 2-1 | 1-1 | 1-1 | 1-0 | 1-0 | 1-0 | 2-0 | 3-3 | 3-1 | 1-0 | 1-3 | 2-2 | 1-0 | 1-1 | 2-2 | 1-1 | 2-0 | 3-1 |     |

### Goleadores
| Jugador           | Equipo              | Goles |
| ----------------- | ------------------- | ----- |
| Leonardo Mancuso  | S.S. Sambenedettese | 22    |
| Rachid Arma       | Pordenone           | 17    |
| Ettore Gliozzi    | F.C. Südtirol       | 15    |
| Emanuele Calaiò   | Parma 1913          | 15    |
| Cristian Altinier | Padova              | 14    |

### Play-Offs
- Los horarios corresponden al huso horario de Italia (Hora central europea): UTC+1 en horario estándar y UTC+2 en horario de verano

#### Play-Off de Ascenso (Primera Fase)
| Local                      | Resultado | Visitante           | Estadio         | Fecha      | Hora  |
| -------------------------- | --------- | ------------------- | --------------- | ---------- | ----- |
| A.S. Gubbio 1910           | 2 : 3     | S.S. Sambenedettese | Pietro Barbetti | 13/05/2017 | 15:30 |
| Avanza S.S. Sambenedettese |           |                     |                 |            |       |

| Local                   | Resultado | Visitante        | Estadio | Fecha      | Hora  |
| ----------------------- | --------- | ---------------- | ------- | ---------- | ----- |
| Padova                  | 1 : 3     | U.C. AlbinoLeffe | Euganeo | 14/05/2017 | 14:30 |
| Avanza U.C. AlbinoLeffe |           |                  |         |            |       |

| Local                                                             | Resultado | Visitante   | Estadio                             | Fecha      | Hora  |
| ----------------------------------------------------------------- | --------- | ----------- | ----------------------------------- | ---------- | ----- |
| A.C. Reggiana 1919                                                | 2 : 2     | Feralpisalò | MAPEI Stadium - Città del Tricolore | 14/05/2017 | 16:30 |
| Avanza A.C. Reggiana 1919 Mejor posición en el campeonato regular |           |             |                                     |            |       |

| Local            | Resultado | Visitante              | Estadio            | Fecha      | Hora  |
| ---------------- | --------- | ---------------------- | ------------------ | ---------- | ----- |
| Pordenone        | 2 : 0     | Bassano Virtus 55 S.T. | Ottavio Bottecchia | 14/05/2017 | 18:00 |
| Avanza Pordenone |           |                        |                    |            |       |

#### Play-Off de Permanencia
| Lumezzane - Teramo                                                                     | Lumezzane - Teramo | Lumezzane - Teramo | Lumezzane - Teramo | Lumezzane - Teramo | Lumezzane - Teramo |
| Local                                                                                  | Resultado          | Visitante          | Estadio            | Fecha              | Hora               |
| -------------------------------------------------------------------------------------- | ------------------ | ------------------ | ------------------ | ------------------ | ------------------ |
| A.C. Lumezzane                                                                         | 1 : 1              | S.S. Teramo        | Tullio Saleri      | 21/05/2017         | 16:30              |
| S.S. Teramo                                                                            | 0 : 0              | A.C. Lumezzane     | Marmi              | 28/05/2017         | 16:30              |
| Permanece en Lega Pro S.S. Teramo (Global 1:1) Mejor posición en el campeonato regular |                    |                    |                    |                    |                    |

| Forlì - Fano                                               | Forlì - Fano | Forlì - Fano            | Forlì - Fano     | Forlì - Fano | Forlì - Fano |
| Local                                                      | Resultado    | Visitante               | Estadio          | Fecha        | Hora         |
| ---------------------------------------------------------- | ------------ | ----------------------- | ---------------- | ------------ | ------------ |
| F.C. Forlì                                                 | 1 : 1        | Alma Juventus Fano 1906 | Tullo Morgagni   | 21/05/2017   | 16:30        |
| Alma Juventus Fano 1906                                    | 2 : 0        | F.C. Forlì              | Raffaele Mancini | 28/05/2017   | 16:30        |
| Permanece en Lega Pro Alma Juventus Fano 1906 (Global 3:1) |              |                         |                  |              |              |

## Grupo C

### Equipos Participante
| Club                          | Ciudad                       | Estadio                              | Temporada 2015-16                        |
| ----------------------------- | ---------------------------- | ------------------------------------ | ---------------------------------------- |
| S.S. Akragas Città dei Templi | Agrigento                    | Estadio Esseneto                     | 12° en Lega Pro/C                        |
| Casertana F.C.                | Caserta                      | Estadio Alberto Pinto                | 4° en Lega Pro/C                         |
| Catania                       | Catania                      | Estadio Angelo Massimino             | 13° en Lega Pro/C                        |
| Catanzaro                     | Catanzaro                    | Estadio Nicola Ceravolo              | 11° en Lega Pro/C                        |
| Cosenza                       | Cosenza                      | Estadio San Vito-Gigi Marulla        | 5° en Lega Pro/C                         |
| S.S. Fidelis Andria           | Andria                       | Estadio Degli Ulivi                  | 7° en Lega Pro/C                         |
| Foggia                        | Foggia                       | Estadio Pino Zaccheria               | 2° en Lega Pro/C                         |
| Unicusano Fondi               | Fondi (LT)                   | Estadio Domenico Purificato          | 5° Grupo H (promoción) en Serie D        |
| S.S. Juve Stabia              | Castellammare di Stabia (NA) | Estadio Romeo Menti                  | 10° en Lega Pro/C                        |
| U.S. Lecce                    | Lecce                        | Estadio Via del Mare                 | 3° en Lega Pro/C                         |
| S.S. Matera                   | Matera                       | Estadio XXI Settembre-Franco Salerno | 6° en Lega Pro/C                         |
| A.S. Melfi                    | Melfi (PZ)                   | Estadio Arturo Valerio               | 15° en Lega Pro/C (Play-Off permanencia) |
| A.C.R. Messina                | Messina                      | Estadio San Filippo-Franco Scoglio   | 8° en Lega Pro/C                         |
| S.S. Monopoli                 | Monopoli (BA)                | Estadio Vito Simone Veneziani        | 4° en Lega Pro/C                         |
| Paganese                      | Pagani (SA)                  | Estadio Marcello Torre               | 9° en Lega Pro/C                         |
| U.S. Reggina                  | Reggio Calabria              | Estadio Oreste Granillo              | 4° Grupo I (promoción) en Serie D        |
| Siracusa                      | Siracusa                     | Estadio Nicola De Simone             | 1° Grupo I en Serie D                    |
| Taranto F.C.                  | Taranto                      | Estadio Erasmo Iacovone              | 2° Grupo H (promoción) en Serie D        |
| U.S. Vibonese                 | Vibo Valentia                | Estadio Luigi Razza                  | 5° Grupo I (promoción) en Serie D        |
| Virtus Francavilla            | Francavilla Fontana (BR)     | Estadio Giovanni Paolo II            | 1° Grupo H en Serie D                    |

### Clasificación
|  |     | Equipos            | PJ | PG | PE | PP | GF | GC | Dif | Pts |
|  | --- | ------------------ | -- | -- | -- | -- | -- | -- | --- | --- |
|  | 1.  | Foggia (A) (C)     | 38 | 25 | 10 | 3  | 70 | 29 | +41 | 85  |
|  | 2.  | Lecce              | 38 | 21 | 11 | 6  | 62 | 36 | +26 | 74  |
|  | 3.  | Matera             | 38 | 18 | 11 | 9  | 71 | 44 | +27 | 65  |
|  | 4.  | Juve Stabia        | 38 | 18 | 10 | 10 | 65 | 43 | +22 | 64  |
|  | 5.  | Virtus Francavilla | 38 | 16 | 9  | 13 | 47 | 45 | +2  | 57  |
|  | 6.  | Siracusa           | 38 | 16 | 9  | 13 | 47 | 43 | +4  | 57  |
|  | 7.  | Cosenza            | 38 | 15 | 10 | 13 | 57 | 46 | +11 | 55  |
|  | 8.  | Paganese           | 38 | 14 | 9  | 15 | 51 | 45 | +6  | 50  |
|  | 9.  | Casertana          | 38 | 13 | 12 | 13 | 38 | 42 | −4  | 49  |
|  | 10. | Fondi              | 38 | 11 | 17 | 10 | 49 | 46 | +3  | 49  |
|  | 11. | Catania            | 38 | 14 | 12 | 12 | 40 | 36 | +4  | 47  |
|  | 12. | Fidelis Andria     | 38 | 10 | 17 | 11 | 30 | 33 | −3  | 47  |
|  | 13. | Reggina            | 38 | 10 | 15 | 13 | 44 | 54 | −10 | 45  |
|  | 14. | Messina            | 38 | 12 | 10 | 16 | 38 | 52 | −14 | 42  |
|  | 15. | Monopoli           | 38 | 9  | 15 | 14 | 42 | 54 | −12 | 42  |
|  | 16. | Akragas            | 38 | 9  | 12 | 17 | 30 | 47 | −17 | 39  |
|  | 17. | Vibonese (D)       | 38 | 9  | 12 | 17 | 27 | 46 | −19 | 39  |
|  | 18. | Catanzaro          | 38 | 9  | 11 | 18 | 36 | 49 | −13 | 38  |
|  | 19. | Melfi (D)          | 38 | 9  | 8  | 21 | 38 | 68 | −30 | 34  |
|  | 20. | Taranto (D)        | 38 | 6  | 12 | 20 | 25 | 49 | −24 | 30  |

Fuente: Lega Italiana Calcio Professionistico
|  | Asciende a Serie B 2017-18.                             |
|  | Clasificado para play-off de ascenso.                   |
|  | Participarán en play-off por la permanencia en Serie C. |
|  | Desciende a Serie D 2017-18.                            |

Notas.
- [12] Fondi -1 punto de penalización.
- [13][14] Catania -7 puntos de penalización.
- [11] Casertana: -2 puntos de penalización.
- [15] Messina: -4 puntos de penalización.
- [16] Melfi: -1 punto de penalización.
- [10] Paganese: -1 punto de penalización.

### Resultados
En la diagonal superior se encuentran los resultados como local de cada equipo. Y en la diagonal inferior se encuentra los resultados como visitante de cada equipo.
| Local \ Visitante  | AKR | CAS | CAT | CNZ | COS | FAN | FOG | FON | JVS | LEC | MAT | MEL | MES | MON | PAG | RGI | SIR | TAR | VIB | VFR |
| Akragas            |     | 1-0 | 2-1 | 0-0 | 1-3 | 1-1 | 0-1 | 2-2 | 1-3 | 0-2 | 1-0 | 1-1 | 0-0 | 1-2 | 1-2 | 2-2 | 1-0 | 1-1 | 1-1 | 2-1 |
| Casertana          | 0-1 |     | 0-0 | 0-0 | 1-1 | 0-0 | 0-3 | 1-1 | 1-1 | 1-0 | 3-1 | 2-1 | 0-0 | 0-1 | 2-0 | 2-2 | 2-0 | 2-1 | 1-2 | 1-0 |
| Catania            | 0-1 | 1-0 |     | 3-1 | 0-2 | 0-0 | 0-1 | 1-1 | 3-1 | 2-0 | 2-0 | 0-2 | 3-1 | 4-1 | 2-1 | 3-1 | 3-1 | 0-0 | 1-0 | 1-0 |
| Catanzaro          | 1-0 | 2-0 | 2-1 |     | 0-3 | 3-0 | 1-2 | 1-1 | 0-2 | 1-2 | 3-1 | 2-2 | 0-1 | 1-1 | 0-2 | 1-1 | 1-0 | 3-1 | 2-0 | 0-0 |
| Cosenza            | 1-0 | 1-2 | 1-2 | 1-1 |     | 2-1 | 2-2 | 2-2 | 2-4 | 0-0 | 2-3 | 3-0 | 1-0 | 2-1 | 2-1 | 2-2 | 1-2 | 0-1 | 2-0 | 1-0 |
| Fidelis Andria     | 1-0 | 0-2 | 0-0 | 1-1 | 2-0 |     | 1-1 | 0-1 | 2-1 | 0-0 | 1-0 | 1-0 | 0-1 | 0-2 | 2-0 | 1-1 | 0-1 | 2-1 | 0-0 | 1-1 |
| Foggia             | 0-0 | 1-1 | 0-0 | 1-0 | 3-1 | 2-1 |     | 2-3 | 1-0 | 3-0 | 3-1 | 1-0 | 3-0 | 4-1 | 3-1 | 1-0 | 3-0 | 2-0 | 3-0 | 5-1 |
| Fondi              | 2-0 | 1-2 | 1-1 | 2-1 | 1-2 | 1-2 | 2-2 |     | 2-2 | 2-2 | 1-1 | 2-1 | 1-1 | 1-0 | 3-1 | 3-1 | 2-0 | 1-1 | 1-0 | 1-1 |
| Juve Stabia        | 1-0 | 2-2 | 4-0 | 2-2 | 2-0 | 2-1 | 4-1 | 1-1 |     | 2-3 | 1-2 | 4-0 | 2-1 | 1-1 | 0-1 | 3-3 | 2-0 | 1-0 | 3-0 | 1-0 |
| Lecce              | 4-1 | 0-0 | 1-0 | 3-0 | 1-1 | 1-1 | 0-0 | 2-0 | 3-2 |     | 0-3 | 3-1 | 0-1 | 3-3 | 3-1 | 1-0 | 2-1 | 3-0 | 2-1 | 3-0 |
| Matera             | 3-1 | 4-2 | 0-0 | 4-0 | 3-2 | 0-0 | 1-1 | 0-0 | 2-2 | 1-1 |     | 6-0 | 5-1 | 1-1 | 2-1 | 2-0 | 0-4 | 2-0 | 1-0 | 2-3 |
| Melfi              | 0-0 | 1-0 | 1-1 | 1-0 | 0-2 | 1-2 | 1-3 | 2-2 | 1-2 | 1-3 | 0-3 |     | 3-0 | 3-2 | 0-4 | 3-0 | 2-2 | 1-0 | 0-1 | 0-1 |
| Messina            | 1-1 | 2-1 | 1-2 | 2-1 | 2-1 | 1-1 | 1-2 | 1-1 | 1-0 | 0-3 | 0-0 | 3-4 |     | 1-0 | 0-2 | 2-0 | 3-1 | 3-1 | 3-0 | 1-1 |
| Monopoli           | 0-0 | 2-3 | 3-0 | 2-2 | 2-6 | 1-1 | 0-2 | 1-0 | 0-1 | 1-2 | 1-3 | 1-1 | 2-1 |     | 0-2 | 1-1 | 1-1 | 1-0 | 0-2 | 1-1 |
| Paganese           | 2-0 | 0-1 | 2-1 | 1-2 | 1-1 | 1-1 | 1-1 | 2-0 | 1-2 | 1-1 | 1-1 | 3-0 | 2-0 | 0-2 |     | 2-1 | 1-1 | 2-0 | 1-1 | 1-1 |
| Reggina            | 2-1 | 3-0 | 1-1 | 1-0 | 0-0 | 0-0 | 1-1 | 2-1 | 1-0 | 1-2 | 2-6 | 2-1 | 2-0 | 0-0 | 4-3 |     | 0-2 | 2-2 | 0-0 | 3-2 |
| Siracusa           | 4-2 | 2-1 | 1-0 | 1-0 | 1-0 | 1-1 | 1-2 | 1-0 | 3-2 | 0-2 | 2-1 | 3-1 | 2-0 | 1-1 | 2-0 | 1-1 |     | 0-0 | 4-1 | 0-1 |
| Taranto            | 0-2 | 0-0 | 0-0 | 1-0 | 0-3 | 2-0 | 2-0 | 0-2 | 0-0 | 0-1 | 1-1 | 2-0 | 1-1 | 0-1 | 0-4 | 0-1 | 0-0 |     | 1-2 | 2-3 |
| Vibonese           | 0-1 | 0-1 | 1-1 | 2-1 | 1-1 | 1-0 | 1-3 | 1-0 | 0-1 | 2-2 | 0-1 | 1-1 | 0-0 | 2-2 | 0-0 | 1-0 | 0-0 | 0-2 |     | 2-0 |
| Virtus Francavilla | 2-0 | 4-1 | 1-0 | 1-0 | 1-0 | 0-2 | 0-1 | 3-1 | 1-1 | 2-1 | 1-4 | 0-1 | 3-1 | 0-0 | 2-0 | 1-0 | 3-1 | 2-2 | 3-1 |     |

### Goleadores
| Jugador            | Equipo      | Goles |
| ------------------ | ----------- | ----- |
| Fabio Mazzeo       | Foggia      | 21    |
| Salvatore Caturano | Lecce       | 17    |
| Maikol Negro       | Matera      | 17    |
| Francesco Ripa     | Juve Stabia | 15    |
| Emanuele Catania   | Siracusa    | 14    |

### Play-Offs
- Los horarios corresponden al huso horario de Italia (Hora central europea): UTC+1 en horario estándar y UTC+2 en horario de verano

#### Play-Off de Ascenso (Primera Fase)
| Local                                                           | Resultado | Visitante | Estadio     | Fecha      | Hora  |
| --------------------------------------------------------------- | --------- | --------- | ----------- | ---------- | ----- |
| S.S. Juve Stabia                                                | 0 : 0     | Catania   | Romeo Menti | 14/05/2017 | 15:00 |
| Avanza S.S. Juve Stabia Mejor posición en el campeonato regular |           |           |             |            |       |

| Local                                                             | Resultado | Visitante       | Estadio                   | Fecha      | Hora  |
| ----------------------------------------------------------------- | --------- | --------------- | ------------------------- | ---------- | ----- |
| Virtus Francavilla                                                | 0 : 0     | Unicusano Fondi | Estadio Giovanni Paolo II | 13/05/2017 | 20:30 |
| Avanza Virtus Francavilla Mejor posición en el campeonato regular |           |                 |                           |            |       |

| Local                 | Resultado | Visitante      | Estadio          | Fecha      | Hora  |
| --------------------- | --------- | -------------- | ---------------- | ---------- | ----- |
| Siracusa              | 0 : 2     | Casertana F.C. | Nicola De Simone | 14/05/2017 | 20:30 |
| Avanza Casertana F.C. |           |                |                  |            |       |

| Local          | Resultado | Visitante | Estadio               | Fecha      | Hora  |
| -------------- | --------- | --------- | --------------------- | ---------- | ----- |
| Cosenza        | 2 : 0     | Paganese  | San Vito-Gigi Marulla | 14/05/2017 | 20:30 |
| Avanza Cosenza |           |           |                       |            |       |

#### Play-Off de Permanencia
| Melfi - Akragas                                                                                          | Melfi - Akragas | Melfi - Akragas               | Melfi - Akragas | Melfi - Akragas | Melfi - Akragas |
| Local | Resultado       | Visitante                     | Estadio         | Fecha           | Hora            |
| --- | --------------- | ----------------------------- | --------------- | --------------- | --------------- |
| A.S. Melfi                                                                                               | 0 : 0           | S.S. Akragas Città dei Templi | Arturo Valerio  | 21/05/2017      | 16:00           |
| S.S. Akragas Città dei Templi                                                                            | 0 : 0           | A.S. Melfi                    | Esseneto        | 28/05/2017      | 16:00           |
| Permanece en Lega Pro S.S. Akragas Città dei Templi (Global 1:1) Mejor posición en el campeonato regular |                 |                               |                 |                 |                 |

| Catanzaro - Vibonese                         | Catanzaro - Vibonese | Catanzaro - Vibonese | Catanzaro - Vibonese | Catanzaro - Vibonese | Catanzaro - Vibonese |
| Local                                        | Resultado            | Visitante            | Estadio              | Fecha                | Hora                 |
| -------------------------------------------- | -------------------- | -------------------- | -------------------- | -------------------- | -------------------- |
| Catanzaro                                    | 3 : 2                | U.S. Vibonese        | Nicola Ceravolo      | 21/05/2017           | 16:30                |
| U.S. Vibonese                                | 1 : 1                | Catanzaro            | Luigi Razza          | 28/05/2017           | 17:00                |
| Permanece en Lega Pro Catanzaro (Global 4:3) |                      |                      |                      |                      |                      |

## Continuación Play-Offs de Ascenso
- Los horarios corresponden al huso horario de Italia (Hora central europea): UTC+1 en horario estándar y UTC+2 en horario de verano

### Segunda Fase
En esta fase se enfrentan los equipos ganadores en la primera ronda de Play-Offs de Ascenso de cada grupo, en partidos de ida y vuelta.
| Casertana - Alessandria                   | Casertana - Alessandria | Casertana - Alessandria | Casertana - Alessandria | Casertana - Alessandria | Casertana - Alessandria |
| Local                                     | Resultado               | Visitante               | Estadio                 | Fecha                   | Hora                    |
| ----------------------------------------- | ----------------------- | ----------------------- | ----------------------- | ----------------------- | ----------------------- |
| Casertana F.C.                            | 1 : 1                   | U.S. Alessandria 1912   | Alberto Pinto           | 21/05/2017              | 18:30                   |
| U.S. Alessandria 1912                     | 3 : 1                   | Casertana F.C.          | Giuseppe Moccagatta     | 24/05/2017              | 20:45                   |
| Avanza U.S. Alessandria 1912 (Global 4:2) |                         |                         |                         |                         |                         |

| Piacenza - Parma               | Piacenza - Parma | Piacenza - Parma | Piacenza - Parma | Piacenza - Parma | Piacenza - Parma |
| Local                          | Resultado        | Visitante        | Estadio          | Fecha            | Hora             |
| ------------------------------ | ---------------- | ---------------- | ---------------- | ---------------- | ---------------- |
| Piacenza 1919                  | 0 : 0            | Parma 1913       | Leonardo Garilli | 21/05/2017       | 20:30            |
| Parma 1913                     | 2 : 0            | Piacenza 1919    | Ennio Tardini    | 24/05/2017       | 20:30            |
| Avanza Parma 1913 (Global 2:0) |                  |                  |                  |                  |                  |

| Catanzaro - Vibonese                                                   | Catanzaro - Vibonese | Catanzaro - Vibonese | Catanzaro - Vibonese | Catanzaro - Vibonese | Catanzaro - Vibonese |
| Local                                                                  | Resultado            | Visitante            | Estadio              | Fecha                | Hora                 |
| ---------------------------------------------------------------------- | -------------------- | -------------------- | -------------------- | -------------------- | -------------------- |
| S.S. Sambenedettese                                                    | 1 : 1                | U.S. Lecce           | Rivera delle Palme   | 21/05/2017           | 18:30                |
| U.S. Lecce                                                             | 0 : 0                | S.S. Sambenedettese  | Via del Mare         | 24/05/2017           | 20:30                |
| Avanza U.S. Lecce (Global 1:1) Mejor posición en el campeonato regular |                      |                      |                      |                      |                      |

| Cosenza - Matera            | Cosenza - Matera | Cosenza - Matera | Cosenza - Matera             | Cosenza - Matera | Cosenza - Matera |
| Local                       | Resultado        | Visitante        | Estadio                      | Fecha            | Hora             |
| --------------------------- | ---------------- | ---------------- | ---------------------------- | ---------------- | ---------------- |
| Cosenza                     | 2 : 1            | S.S. Matera      | San Vito-Gigi Marulla        | 21/05/2017       | 20:30            |
| S.S. Matera                 | 1 : 1            | Cosenza          | XXI Settembre-Franco Salerno | 24/05/2017       | 20:30            |
| Avanza Cosenza (Global 3:2) |                  |                  |                              |                  |                  |

| Virtus Francavilla - Livorno                                             | Virtus Francavilla - Livorno | Virtus Francavilla - Livorno | Virtus Francavilla - Livorno | Virtus Francavilla - Livorno | Virtus Francavilla - Livorno |
| Local                                                                    | Resultado                    | Visitante                    | Estadio                      | Fecha                        | Hora                         |
| ------------------------------------------------------------------------ | ---------------------------- | ---------------------------- | ---------------------------- | ---------------------------- | ---------------------------- |
| Virtus Francavilla                                                       | 0 : 0                        | A.S. Livorno                 | Giovanni Paolo II            | 21/05/2017                   | 17:30                        |
| A.S. Livorno                                                             | 0 : 0                        | Virtus Francavilla           | Armando Picchi               | 24/05/2017                   | 20:30                        |
| Avanza A.S. Livorno (Global 0:0) Mejor posición en el campeonato regular |                              |                              |                              |                              |                              |

| Giana Erminio - Pordenone     | Giana Erminio - Pordenone | Giana Erminio - Pordenone | Giana Erminio - Pordenone    | Giana Erminio - Pordenone | Giana Erminio - Pordenone |
| Local                         | Resultado                 | Visitante                 | Estadio                      | Fecha                     | Hora                      |
| ----------------------------- | ------------------------- | ------------------------- | ---------------------------- | ------------------------- | ------------------------- |
| A.S. Giana Erminio            | 2 : 1                     | Pordenone                 | Comunale Città di Gorgonzola | 20/05/2017                | 18:30                     |
| Pordenone                     | 3 : 1                     | A.S. Giana Erminio        | Ottavio Bottecchia           | 24/05/2017                | 20:30                     |
| Avanza Pordenone (Global 4:3) |                           |                           |                              |                           |                           |

| Reggiana - Juve Stabia                 | Reggiana - Juve Stabia | Reggiana - Juve Stabia | Reggiana - Juve Stabia              | Reggiana - Juve Stabia | Reggiana - Juve Stabia |
| Local                                  | Resultado              | Visitante              | Estadio                             | Fecha                  | Hora                   |
| -------------------------------------- | ---------------------- | ---------------------- | ----------------------------------- | ---------------------- | ---------------------- |
| A.C. Reggiana 1919                     | 2 : 1                  | S.S. Juve Stabia       | MAPEI Stadium - Città del Tricolore | 20/05/2017             | 20:30                  |
| S.S. Juve Stabia                       | 0 : 0                  | A.C. Reggiana 1919     | Romeo Menti                         | 24/05/2017             | 20:30                  |
| Avanza A.C. Reggiana 1919 (Global 2:1) |                        |                        |                                     |                        |                        |

| Lucchese - AlbinoLeffe                          | Lucchese - AlbinoLeffe | Lucchese - AlbinoLeffe      | Lucchese - AlbinoLeffe  | Lucchese - AlbinoLeffe | Lucchese - AlbinoLeffe |
| Local                                           | Resultado              | Visitante                   | Estadio                 | Fecha                  | Hora                   |
| ----------------------------------------------- | ---------------------- | --------------------------- | ----------------------- | ---------------------- | ---------------------- |
| A.S. Lucchese Libertas 1905                     | 1 : 0                  | U.C. AlbinoLeffe            | Porta Elisa             | 20/05/2017             | 20:30                  |
| U.C. AlbinoLeffe                                | 0 : 0                  | A.S. Lucchese Libertas 1905 | Atleti Azzurri d'Italia | 24/05/2017             | 20:30                  |
| Avanza A.S. Lucchese Libertas 1905 (Global 1:0) |                        |                             |                         |                        |                        |

### Cuartos de final
En esta fase  se enfrentan los equipos ganadores de la fase anterior, en partidos de ida y vuelta.
| Parma - Lucchese               | Parma - Lucchese | Parma - Lucchese            | Parma - Lucchese | Parma - Lucchese | Parma - Lucchese |
| Local                          | Resultado        | Visitante                   | Estadio          | Fecha            | Hora             |
| ------------------------------ | ---------------- | --------------------------- | ---------------- | ---------------- | ---------------- |
| Parma 1913                     | 2 : 1            | A.S. Lucchese Libertas 1905 | Ennio Tardini    | 31/05/2017       | 20:30            |
| A.S. Lucchese Libertas 1905    | 1 : 2            | Parma 1913                  | Porta Elisa      | 04/06/2017       | 20:30            |
| Avanza Parma 1913 (Global 4:2) |                  |                             |                  |                  |                  |

| Lecce - Alessandria                                | Lecce - Alessandria | Lecce - Alessandria   | Lecce - Alessandria | Lecce - Alessandria | Lecce - Alessandria |
| Local                                              | Resultado           | Visitante             | Estadio             | Fecha               | Hora                |
| -------------------------------------------------- | ------------------- | --------------------- | ------------------- | ------------------- | ------------------- |
| U.S. Lecce                                         | 1 : 1               | U.S. Alessandria 1912 | Via del Mare        | 31/05/2017          | 20:30               |
| U.S. Alessandria 1912                              | 0 : 0               | U.S. Lecce            | Giuseppe Moccagatta | 04/06/2017          | 18:00               |
| Avanza U.S. Alessandria 1912 (Global: 1:1) (5:4 p) |                     |                       |                     |                     |                     |

| Pordenone - Cosenza            | Pordenone - Cosenza | Pordenone - Cosenza | Pordenone - Cosenza   | Pordenone - Cosenza | Pordenone - Cosenza |
| Local                          | Resultado           | Visitante           | Estadio               | Fecha               | Hora                |
| ------------------------------ | ------------------- | ------------------- | --------------------- | ------------------- | ------------------- |
| Pordenone                      | 1 : 0               | Cosenza             | Ottavio Bottecchia    | 31/05/2017          | 20:30               |
| Cosenza                        | 0 : 0               | Pordenone           | San Vito-Gigi Marulla | 04/06/2017          | 20:30               |
| Avanza Pordenone (Global: 1:0) |                     |                     |                       |                     |                     |

| Livorno - Reggiana                      | Livorno - Reggiana | Livorno - Reggiana | Livorno - Reggiana                  | Livorno - Reggiana | Livorno - Reggiana |
| Local                                   | Resultado          | Visitante          | Estadio                             | Fecha              | Hora               |
| --------------------------------------- | ------------------ | ------------------ | ----------------------------------- | ------------------ | ------------------ |
| A.S. Livorno                            | 1 : 2              | A.C. Reggiana 1919 | Armando Picchi                      | 31/05/2017         | 18:30              |
| A.C. Reggiana 1919                      | 2 : 2              | A.S. Livorno       | MAPEI Stadium - Città del Tricolore | 04/06/2017         | 18:30              |
| Avanza A.C. Reggiana 1919 (Global: 4:3) |                    |                    |                                     |                    |                    |

### Semifinales
Se enfrentan los equipos vencedores en cuartos de final, a partido único y en campo neutral. Esta temporada las semifinales se disputaron en el Estadio Artemio Franchi de la ciudad de Florencia.
| Local                        | Resultado     | Visitante | Estadio         | Fecha      | Hora  |
| ---------------------------- | ------------- | --------- | --------------- | ---------- | ----- |
| Parma 1913                   | 1 : 1 (5:4 p) | Pordenone | Artemio Franchi | 13/06/2017 | 20:45 |
| Avanza a la Final Parma 1913 |               |           |                 |            |       |

| Local                                   | Resultado | Visitante          | Estadio         | Fecha      | Hora  |
| --------------------------------------- | --------- | ------------------ | --------------- | ---------- | ----- |
| U.S. Alessandria 1912                   | 2 : 1     | A.C. Reggiana 1919 | Artemio Franchi | 14/06/2017 | 20:45 |
| Avanza a la Final U.S. Alessandria 1912 |           |                    |                 |            |       |

### Final
Se enfrentan los equipos vencedores de cada semifinal, a partido único y en campo neutral. Esta temporada la final, al igual que las semifinales, se disputó el sábado 17 de junio en el Estadio Artemio Franchi de la ciudad de Florencia.
| Local      | Resultado | Visitante             | Estadio         | Fecha      | Hora  |
| ---------- | --------- | --------------------- | --------------- | ---------- | ----- |
| Parma 1913 | 2 : 0     | U.S. Alessandria 1912 | Artemio Franchi | 17/06/2017 | 18:00 |

| Asciende a Serie B Parma 1913 |